# Linus lag
Linus lag gör gällande att: "med tillräckligt med personer kommer alla buggar fram". 
Lagen formulerades av Eric S. Raymond i hans uppsats och bok The Cathedral and the Bazaar (1999) och namngavs för att hedra Linus Torvalds.